# Arbeit macht frei

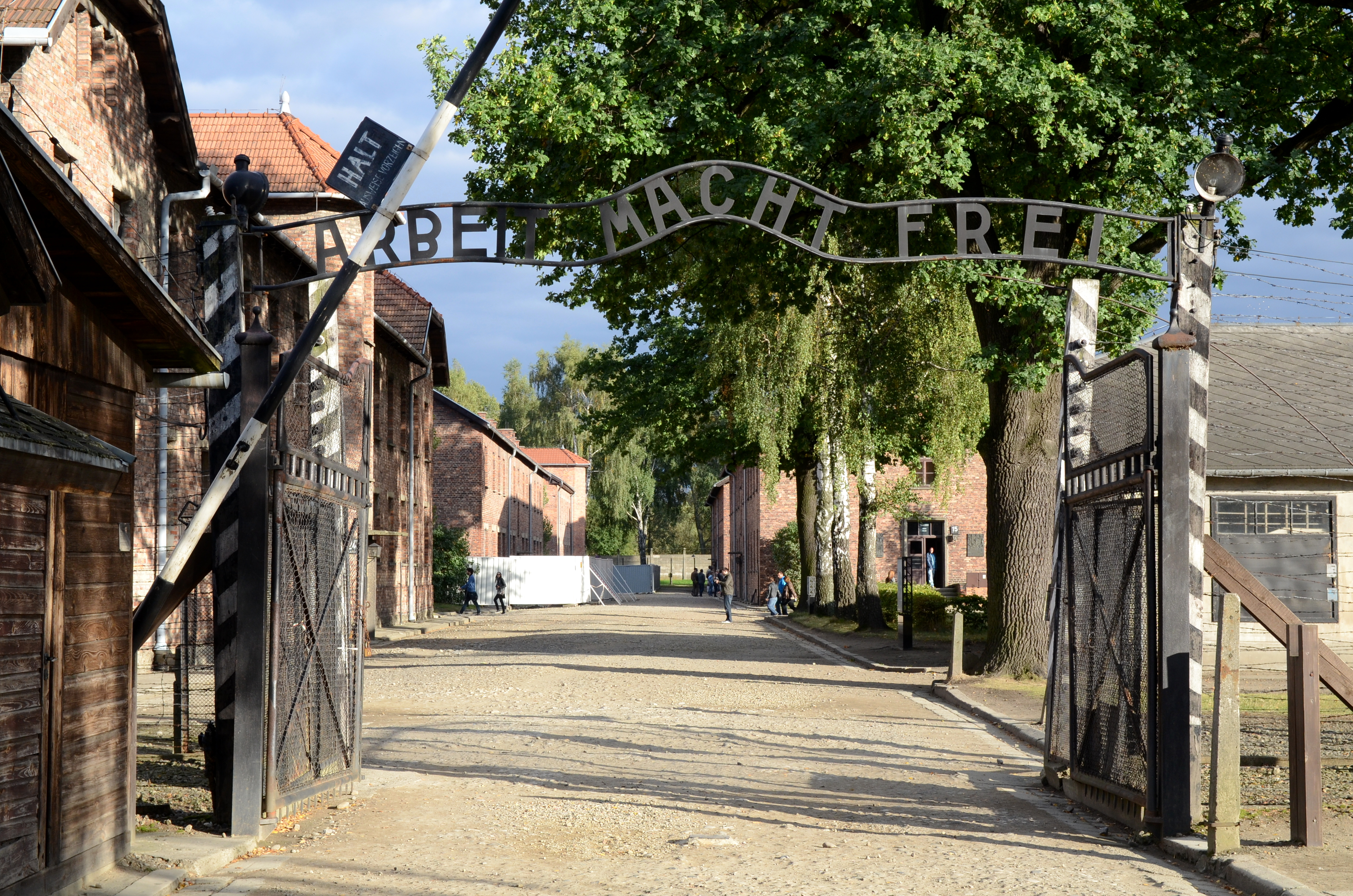
Em Auschwitz I

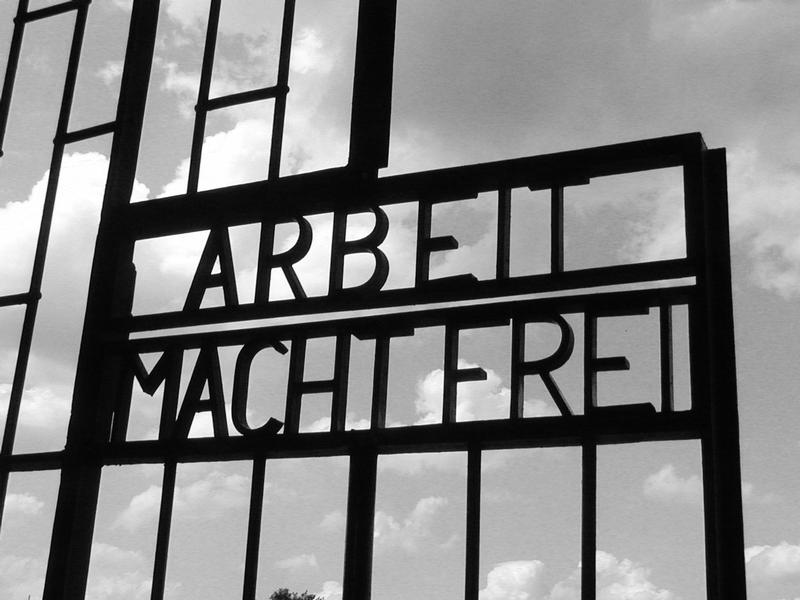
Campo de concentração de Sachsenhausen

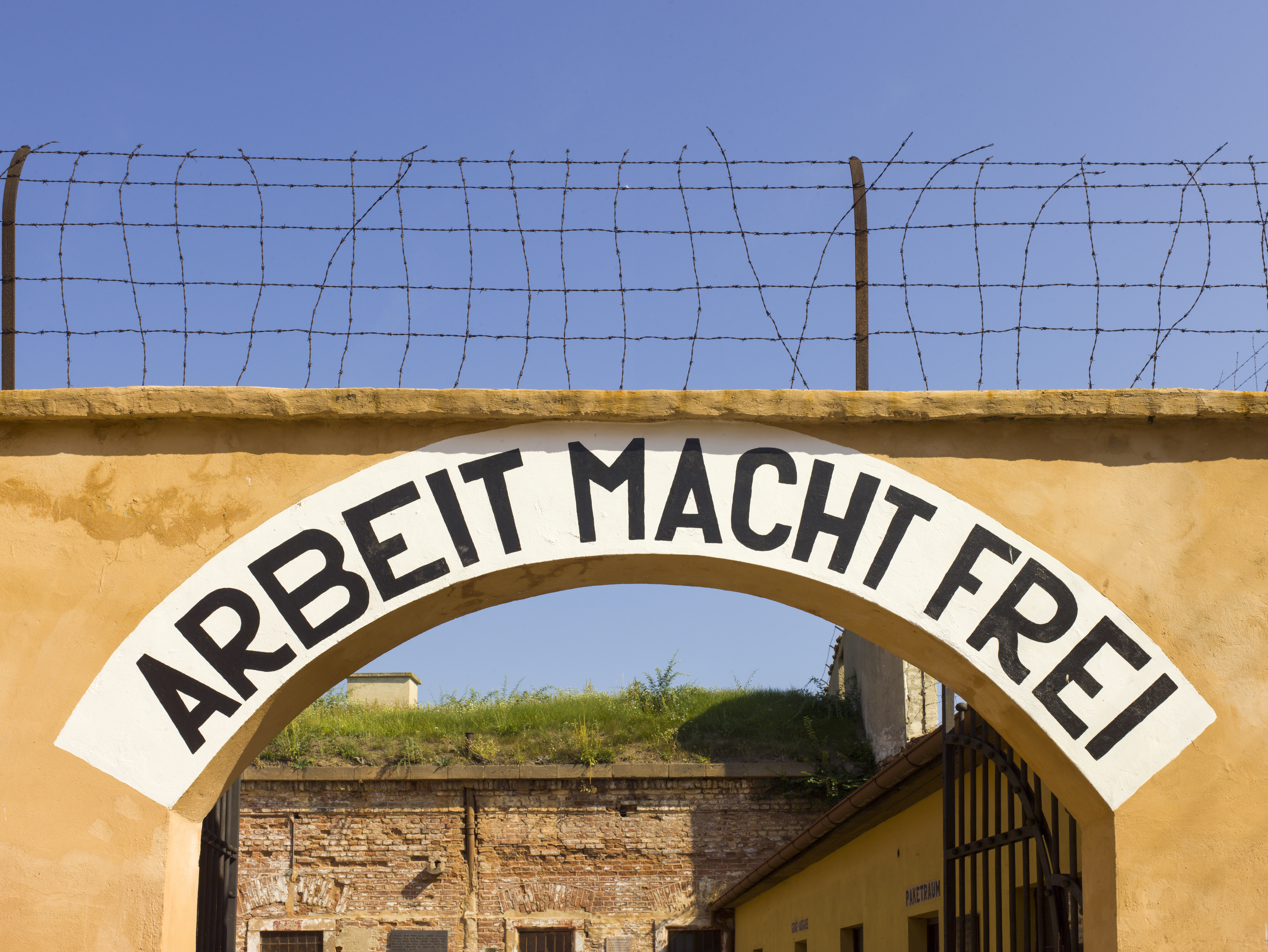
Campo de concentração de Theresienstadt, na República Tcheca

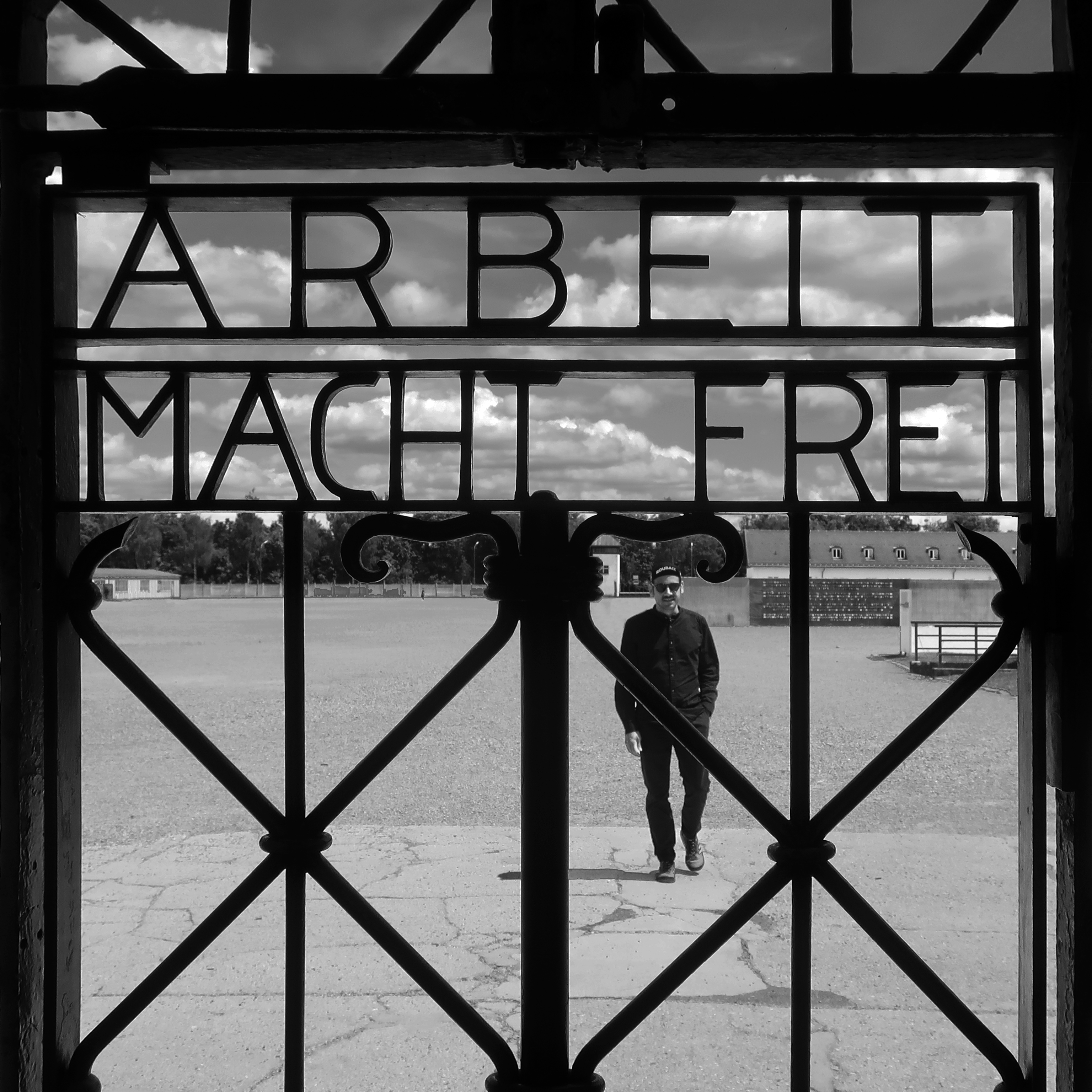
Campo de concentração de Dachau

"Arbeit macht frei" (pronúncia em alemão: [ˈaɐ̯baɪt ˈmaxt ˈfʁaɪ]) é uma frase em alemão que significa "o trabalho liberta". A expressão é conhecida por ter sido colocada nas entradas de vários campos de extermínio do regime nazista durante a Segunda Guerra Mundial, como em Auschwitz I, onde a inscrição foi feita por prisioneiros com habilidades em metalurgia e foi erigida por ordem dos nazistas em junho de 1940.

## Etimologia
A expressão vem do título de um romance do filólogo alemão Lorenz Diefenbach, Arbeit macht frei: Erzählung von Lorenz Diefenbach (1873), no qual apostadores e fraudadores encontram o caminho para a virtude por meio do trabalho. A frase também era usada no francês ("le travail vous libère!") por Auguste Forel, um pesquisador de formigas, neuroanatomista e psiquiatra suíço, em sua obra "Fourmis de la Suisse" ("As Formigas da Suíça") (1920). Em 1922, a Deutsche Schulverein de Viena, uma organização étnica nacionalista "protetora" dos alemães dentro do Império Austríaco, imprimiu selos da associação com a frase Arbeit macht frei. A expressão foi adotada em 1928 pelo governo da República de Weimar como um slogan que exaltava os efeitos de seu programa de grandes obras públicas que tinha como objetivo acabar com o desemprego. O uso da frase continuou quando o Partido Nazista chegou ao poder, em 1933.

## Uso pelos nazistas
A frase "Arbeit macht frei" foi colocada nas entradas de vários campos de concentração do regime nazista. O uso da expressão, neste caso, foi ordenado por Theodor Eicke, um general da SS, inspetor de campos de concentração e segundo comandante do campo de concentração de Dachau.
A frase ainda pode ser vista em vários locais, inclusive sobre a entrada de Auschwitz I, onde, de acordo com o historiador Laurence Rees, em sua obra "Auschwitz: uma Nova História", a inscrição foi erguida por ordem do comandante Rudolf Höss. Esta placa em particular foi feita por prisioneiros-trabalhadores.
Em 1933, os primeiros presos políticos estavam sendo caçados pelos nazistas por um período indefinido, sem acusações. Eles foram detidos em vários locais na Alemanha. A expressão foi usada pela primeira vez sobre o portão de um "acampamento selvagem", na cidade de Oranienburg, que foi criado em uma cervejaria abandonada em março de 1933. Ela também pode ser vista nos campos de concentração de Dachau, Gross-Rosen e Theresienstadt, além do Forte Breendonk, na Bélgica. Afirma-se que a frase foi colocada sobre os portões de entrada de Auschwitz III/Buna/Monowitz. O slogan apareceu no campo de Flossenbürg, no portão de entrada.
No campo de Buchenwald, a expressão "Jedem das Seine" (literalmente "cada um na sua", mas idiomaticamente "todo mundo tem o que merece") foi usada.
Em The Kingdom of Auschwitz, Otto Friedrich escreveu sobre o Rudolf Höss (que iniciou o uso da frase em campos de extermínio):

Ele parece não ter tido a intenção de usar isto como um escárnio, nem sequer ter tido a intenção, literalmente, de usar a frase como uma falsa promessa para que aqueles que trabalhassem até à exaustão acabariam por serem libertados, mas sim como uma espécie de declaração mística que o auto-sacrifício na forma do trabalho sem fim traz, em si mesmo, um tipo de liberdade espiritual.

### Roubo de placa metálica de Auschwitz
A placa metálica com a frase em Auschwitz foi roubada em dezembro de 2009 por ladrões e mais tarde recuperada pelas autoridades, mas em três pedaços. Anders Högström, um ex-líder neonazista sueco, e dois poloneses foram presos pelo crime. Como resultado, o original está agora no Museu Estatal de Auschwitz-Birkenau, e uma réplica foi colocada sobre o portão do antigo campo de extermínio nazista.